# Burying the Ex
Burying the Ex (Enterrando a mi Ex) es una comedia zombi estadounidense estrenada en 2014, escrita por Alan Trezza, dirigida por Joe Dante y protagonizada por Anton Yelchin, Ashley Greene, Alexandra Daddario y Oliver Cooper.

## Reparto
- Anton Yelchin es Max.
- Ashley Greene es Evelyn.
- Alexandra Daddario es Olivia.
- Oliver Cooper es Travis.
- Archie Hahn[1] es Echa.
- Mark Alan[2] interpreta al camarero gótico.
- Gabrielle Christian es Coco.
- Mindy Robinson[3] es Mindy.
- Dick Miller es el policía gruñón.

## Producción
Enterrando a la ex fue originalmente producido como un corto de 15 minutos en 2008, escrito y dirigido por el guionista Alan Trezza. Protagonizado por  Danielle Harris como Olivia y Mircea Monroe como Evelyn, y John Francis Daley en el papel de Max. Alan Trezza más tarde expandió el corto a un guion de largometraje.

## Lanzamiento
En enero de 2015, Image Entertainment adquirió los derechos para el lanzamiento de la película en los Estados Unidos, en el verano de 2015 vía On Demand. La película fue liberada el 19 de junio de  2015, y el tráiler oficial se presentó el 26 de mayo.

## Elogios
| Premio                       | Categoría                                                     | Ganador             | Resultado |
| ---------------------------- | ------------------------------------------------------------- | ------------------- | --------- |
| California on Location Award | Profesional de ubicación del Año — Largometraje Independiente | Gregory Alpert      | 1º        |
| Rondo Hatton Classic Horror  | Estatuilla para Mejor Película                                | Joe Dante           | Nominado  |
| Premio de Saturno            | Mejor DVD o Blu-ray                                           | Mejor DVD o Blu-ray |           |